# Granby (Quebec)
Granby es una ciudad de la provincia de Quebec en Canadá. Está ubicada en el municipio regional de condado de La Haute-Yamaska y a su vez, en la región de Montérégie-Est en Montérégie. Es parte de la circunscripción electoral de Shefford a nivel provincial y de Shefford a nivel federal.

## Geografía
Granby se encuentra ubicada en las coordenadas 45°24′00″N 72°43′00″O / 45.40000, -72.71667. Según Statistique Canada, tiene una superficie total de 152,72 km² y es una de las 1135 municipalidades en las que está dividido administrativamente el territorio de la provincia de Quebec.

## Demografía
Según el censo de Canadá de 2011, había 63 433 personas residiendo en esta ciudad con una densidad de población de 415,3 hab./km². Los datos del censo mostraron que de las 59 385 personas censadas en 2006, en 2011 hubo un aumento poblacional de 4048 habitantes (6,8%). El número total de inmuebles particulares resultó de 29 131 con una densidad de 190,75 inmuebles por km². El número total de viviendas particulares que se encontraban ocupadas por residentes habituales fue de 28 223.

## Ciudades hermanadas
La ciudad está hermanada con una comuna:
- Carrefour, Haití